# Zaozhuang
Zaozhuang (枣庄; pinyin: Zǎozhuāng) er en by på præfekturniveau provinsen Shandong ved Kinas kyst til det Gule Hav. Præfekturet har et areal på 	4.550 km², og en befolkning på 3.800.000 mennesker (2007).

## Administrative enheder
Zaozhuang består af fem bydistrikter og et byamt:
- Bydistriktet Shizhong (市中区), 375 km², 490.000 indbyggere;
- Bydistriktet Xuecheng (薛城区), 507 km², 470.000 indbyggere;
- Bydistriktet Yicheng (峄城区), 627 km², 360.000 indbyggere;
- Bydistriktet Tai'erzhuang (台儿庄区), 538 km², 290.000 indbyggere;
- Bydistriktet Shanting (山亭区), 1.018 km², 470.000 indbyggere;
- Byamtet Tengzhou (滕州市), 1.485 km², 1,57 mill. indbyggere.

## Trafik
Zaozhuang ligger på jernbanelinjen JingHu (Beijing-Shanghai), og ved rigsvejene 104 og 206.
Kinas rigsvej 206 løber fra kystbyen Yantai til kystbyen Shantou i provinsen Guangdong. Den passerer gennem provinserne Shandong, Jiangsu, Anhui, Jiangxi og til slut Guangdong.
34°52′N 117°33′Ø / 34.867°N 117.550°Ø